# Hackstockmeister

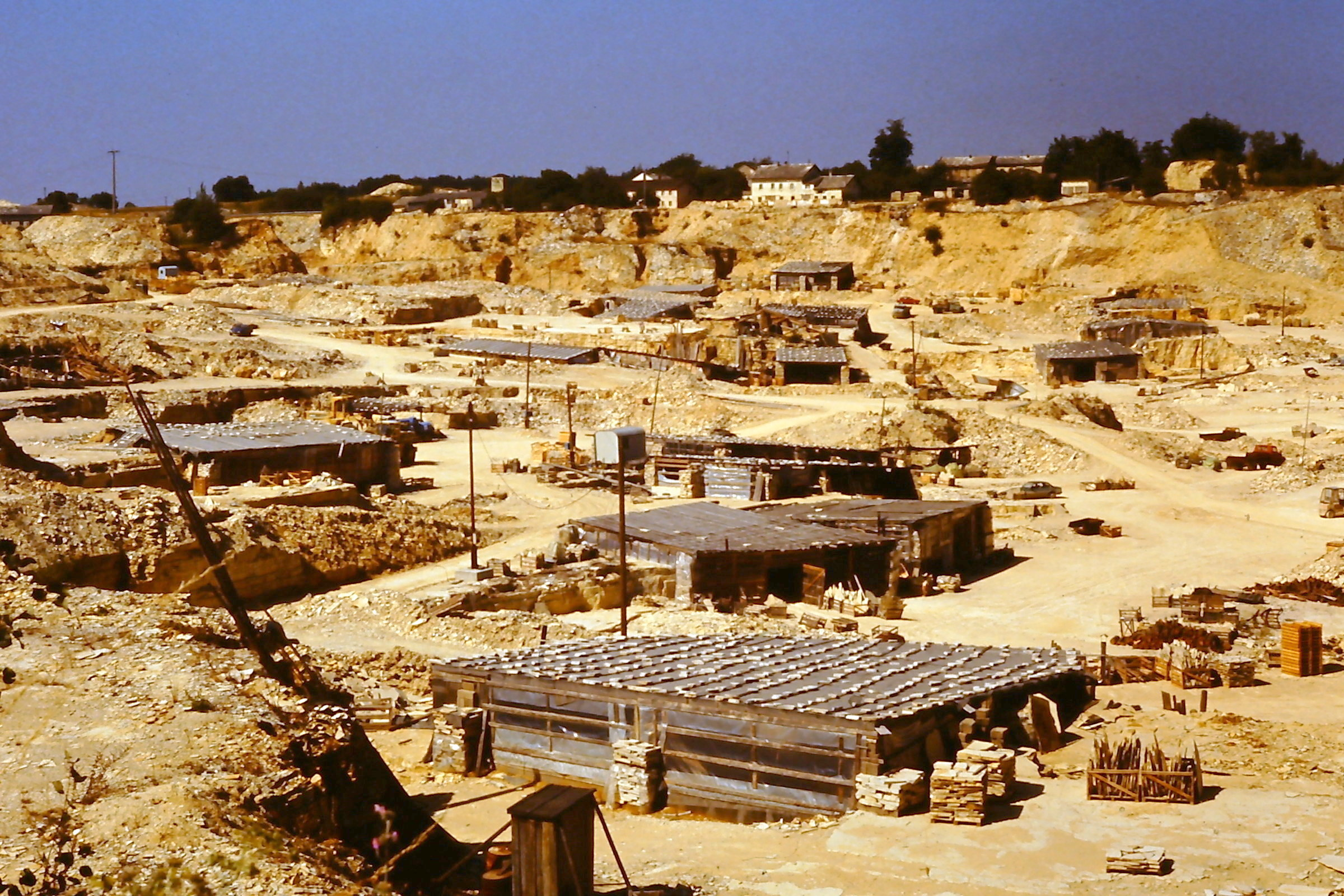
Steinbruch bei Solnhofen mit Unterständen der Hackstockmeister

Als Hackstockmeister werden die in den Steinbrüchen des Solnhofener Plattenkalks tätigen selbständigen Arbeiter bezeichnet.
Der so genannte Hackstock ist ein zugewiesener Teil des Steinbruchs, den der Hackstockmeister pachtet. Der Hackstockmeister bricht die geschichteten Platten mit einem hackformigen Werkzeug aus den Gesteinsschichten. Dabei entstehen polygonale (vieleckige) Platten, die in Paletten zum Abtransport gestellt werden. Die Solnhofener Platten werden von Steinindustriebetrieben unter Einsatz von Steinsägen formatiert, anschließend können sie mit Steinschleifmaschinen geschliffen oder bruchrau belassen werden. Es gibt auch eine Bearbeitungsmethode, die als angeschliffen bezeichnet wird, bei der die Werksteinoberfläche nur teilweise geschliffen und weiterhin auch bruchrau ist.
Die Güte der gebrochenen Platten prüft der Hackstockmeister durch Anschlagen. Dabei erkennt er am hellen oder dumpfen Klang, ob sich die Platten für die weitere Bearbeitung eignen. Dumpf klingende Platten werden ausgesondert (siehe auch Klangprobe).
Der Hackstockmeister arbeitet als selbständiger Unternehmer im Steinbruch und verkauft die gebrochenen Platten an den Steinbruchbesitzer weiter. Selten bearbeitet er die Platten auch selbst im Steinbruch nach den Vorgaben der Aufkäufer (z. B. in Rechteck- oder Quadratform). Dies geschieht in einem Unterstand, oft aus Balken und Planen erstellt, der vor Sonne und Regen schützt.
Von 1984 bis Ende der 1990er Jahre waren 22, ab dem Jahr 2000 waren nur noch vier bis sechs Hackstockmeister beschäftigt.
Die Nachfrage nach dem Solnhofer Naturstein ist durch das Aufkommen von billigen Keramikimitaten zurückgegangen. So setzten sich die Fliesen, die inzwischen auch in der Türkei und China produziert werden, vom ersten Tag an am Markt durch. Das hat nicht nur für Firmen im Altmühltal Folgen, die immer weniger konkurrenzfähig sind. Noch um das Jahr 2000 gehörte die 1800 Einwohner kleine, in eine schmale Altmühltal-Schleife gebettete Gemeinde Solnhofen zu den reichsten Kommunen weit und breit. Inzwischen sind allein ihre Gewerbesteuereinnahmen auf ein Fünftel zusammengeschmolzen. Die Zahl der Arbeitsplätze am Ort sank damit einhergehend von 640 auf unter 500. Auch die Zahl der Hackstockmeister ist drastisch gesunken.